# Thaluta takenoko
Thaluta takenoko is een slakkensoort uit de familie van de Costellariidae. De wetenschappelijke naam van de soort is voor het eerst geldig gepubliceerd in 2004 door Rosenberg & Callomon.